# Noah's Arc: Jumping the Broom
Noah's Arc: Jumping the Broom è un film del 2008 diretto da Patrik-Ian Polk.
La pellicola è basata sulla serie televisiva Noah's Arc. Il film è stato distribuito dal 24 ottobre 2008 in misura limitata e successivamente è uscito nel circuito video on demand.

## Trama
Le vicende del film incominciano un paio di mesi dopo quanto avvenne nell’ultima puntata del telefilm Noah's Arc. Noah, Alex, Ricky, Chance e i relativi partner si recano all’isola Martha’s Vineyard per un weekend matrimoniale. L'opera segue in modo corale le relazioni sentimentali tra i protagonisti che stanno per essere sottoposte a vari avvenimenti.

## Produzione
Il film ha avuto un budget di 5 milioni di dollari americani.
Il film è stato girato in Nuova Scozia.

## Colonna sonora
La colonna sonora è stata rilasciata il 21 ottobre 2008 da Tommy Boy Records e presenta brani di Michelle Williams, Bob Sinclar, Roy Young e Phoebe Snow.
1. We Break the Dawn (Karmatronic Remix) (Cantato da Michelle Williams) - 4:02
2. Sandcastle Disco (Karmatronic Remix) (Cantato da Solange) - 7:51
3. The Idiot (Cantato da Fol Chen con Patrik-Ian Polk) - 2:45
4. World, Hold On (Cantato da Bob Sinclar e Steve Edwards) - 3:20
5. Cable TV (Cantato da Fol Chen) - 3:02
6. Him and Not Me (Cantato da Patrik-Ian Polk) - 3:29
7. End of the World (Cantato da Matt Alber) - 3:19
8. Don't Call It Love (Cantato da Roy Young) - 3:09
9. Come Clean (Cantato da Phoebe Snow) - 4:01
10. I Love U (Cantato da Nikki Jane) - 3:56
11. Today Tomorrow (Cantato da Tje Austin) - 3:34
12. Spies (Cantato da Sy Smith) - 4:07
13. Eat Sushi (Cantato da Pam Jones) - 3:20
14. Something Real (Cantato da Phoebe Snow) - 3:38
15. Home to Me (Cantato da Patrik-Ian Polk) - 4:39

## Distribuzione
Al film è stata assegnata una classificazione R negli Stati Uniti per "contenuti e linguaggio sessuale".
Il film ha avuto un rilascio limitato nei cinema di Los Angeles, New York, Atlanta, Chicago, Palm Springs e Washington. Il 7 novembre, il film è stato distribuito a Ocean City, New Jersey, Detroit e San Francisco; e il 28 novembre a Philadelphia e Dallas.
Noah's Arc: Jumping the Broom è stato rilasciato il 3 febbraio 2009 in DVD.

## Accoglienza

### Incassi
Il film ha incassato complessivamente 532.878 dollari americani.

### Critica
Sebbene sia stato elogiato dalla stampa gay l'opera ha incontrato delle critiche antalenanti. Time Out lo definì "ridicolo", mentre Variety lo descrisse come "una storia zoppa". Sull'aggregatore di recensioni Rotten Tomatoes il film ha il 50% di recensioni positive con un voto medio di 5.7/10.

## Riconoscimenti
Il film ha ricevuto tre nomination ai NAACP Image Award nelle categorie: lungometraggio indipendente, miglior sceneggiatura in un lungometraggio e miglior regia in un lungometraggio.
Jumping the Broom ha vinto, insieme a Shelter, il GLAAD Media Awards 2009 nella categoria miglior film della piccola distribuzione.